# Демократическое объединение (Кипр)
Демократическое объединение (Демократический сбор; греч. Δημοκρατικός Συναγερμός, ΔΗΣΥ, тур. Demokratik Seferberlik) — политическая партия на Кипре, придерживающаяся правоцентристской ориентации.
Партия была основана 4 июля 1976 бывшим председателем Палаты представителей Глафкосом Клиридисом на базе Единой партии национально мыслящих, к которой примкнули правые националистические силы, оппозиционные президенту Макариосу III (в том числе Демократическая национальная партия и правое крыло распавшегося Прогрессивного фронта, а также элементы из ЭОКА-Б). Партия быстро стала одной из двух основным политических сил страны наряду с коммунистической АКЭЛ. Клиридис многократно баллотировался от партии в президенты, однако был избран только в 1993, после чего оставил пост председателя партии, и переизбран в 1998.
В 1993—1997 председателем партии был Яннакис Мацис, а в 1997 его преемником стал Никос Анастасиадис. В 2001 партия потеряла статус крупнейшей парламентской силы, в 2003 Клиридис проиграл в первом же туре президентских выборов, а в 2004 поддерживаемый партией на референдуме План Аннана был отклонён населением греческой части острова.
По итогам парламентских выборов 2006 года партия получила 30,3 % голосов и 18 из 56 мест в парламенте, что составило равное количество с мандатами АКЭЛ. В 2008 году на президентских выборах кандидат Демократического объединения Иоаннис Касулидис проиграл во втором туре выборов коммунисту Димитрису Христофиасу. На парламентских выборах 22 мая 2011 года партия получила 138 682 (34,28%) голосов и 20 мест.
На президентских выборах 2013 лидер Демократического объединения Никос Анастасиадис избран президентом Кипра.
В Европейском парламенте по итогам выборов как 2004, так и 2009 партия располагает двумя депутатами и входит в Европейскую народную партию.